# LNB Pro A 2019-20
La LNB Pro A 2019-2020, denominada por motivos de patrocinio Jeep Élite, fue la edición número 98 de la Pro A, la máxima competición de baloncesto de Francia. La temporada regular comenzó el 21 de septiembre de 2018 y acabó precipitadamente en marzo debido a la pandemia del COVID-19. El 27 de mayo de 2020, la liga fue declarada nula y cancelada. No hubo campeón por primera vez en la historia de la liga.

## Equipos temporada 2019-20
| Equipo                        | Ciudad              | Pabellón                                     | Capacidad   |
| ----------------------------- | ------------------- | -------------------------------------------- | ----------- |
| AS Monaco Basket              | Fontvieille, Monaco | Salle Gaston Médecin                         | 3700        |
| ASVEL                         | Villeurbanne        | Astroballe                                   | 5556        |
| BCM Gravelines-Dunkerque      | Gravelines          | Sportica                                     | 3043        |
| Boulazac Basket Dordogne      | Boulazac            | Le Palio                                     | 5200        |
| Champagne Châlons-Reims       | Châlons / Reims     | Complexe René-Tys / Pierre de Coubertin      | 2781 / 2791 |
| Cholet Basket                 | Cholet              | La Meilleraie                                | 5191        |
| Élan Béarnais Pau-Lacq-Orthez | Pau                 | Palais des Sports de Pau                     | 7707        |
| Élan Chalon                   | Chalon-sur-Saône    | Le Colisée                                   | 4948        |
| ESSM Le Portel                | Le Portel           | Chaudron                                     | 3500        |
| JDA Dijon Basket              | Dijon               | Palais des Sports Jean-Michel Geoffroy       | 4628        |
| JL Bourg-en-Bresse            | Bourg-en-Bresse     | Ekinox                                       | 3548        |
| Le Mans Sarthe Basket         | Le Mans             | Antarès                                      | 6023        |
| Levallois Metropolitans       | Levallois-Perret    | Palais des Sports Marcel Cerdan              | 3051        |
| Limoges CSP                   | Limoges             | Beaublanc                                    | 5516        |
| Nanterre 92                   | Nanterre            | Palais des Sports / Halle Georges Carpentier | 3000 / 5009 |
| Orleans Loiret                | Orleans             | Palais des Sports                            | 3,222       |
| Roanne                        | Roanne              | Halle André Vacheresse                       | 5,000       |
| SIG Basket                    | Strasbourg          | Rhénus Sport                                 | 6200        |

## Temporada regular

### Clasificación
| Pos. | Equipo                   | PJ | G  | P  | PF   | PC   | DP   | Pts | Clasificación o descenso              |
| ---- | ------------------------ | -- | -- | -- | ---- | ---- | ---- | --- | ------------------------------------- |
| 1    | Monaco                   | 24 | 21 | 3  | 2028 | 1706 | +322 | 45  | Clasificados para la Eurocup          |
| 2    | JDA Dijon                | 25 | 21 | 4  | 2124 | 1868 | +256 | 46  | Clasificados para la Champions League |
| 3    | ASVEL                    | 24 | 20 | 4  | 2045 | 1842 | +203 | 44  | Clasificado para la EuroLiga          |
| 4    | Boulogne-Levallois       | 25 | 18 | 7  | 2251 | 2186 | +65  | 43  |                                       |
| 5    | JL Bourg                 | 25 | 16 | 9  | 2082 | 2023 | +59  | 41  |                                       |
| 6    | Cholet                   | 25 | 14 | 11 | 2004 | 1977 | +27  | 39  |                                       |
| 7    | Nanterre 92              | 25 | 14 | 11 | 2135 | 2057 | +78  | 39  |                                       |
| 8    | Limoges CSP              | 25 | 12 | 13 | 2031 | 2032 | −1   | 37  |                                       |
| 9    | Le Mans Sarthe           | 25 | 11 | 14 | 2048 | 2089 | −41  | 36  |                                       |
| 10   | SIG Strasbourg           | 24 | 10 | 14 | 1961 | 1987 | −26  | 34  | Clasificados para la Champions League |
| 11   | ÉB Pau-Lacq-Orthez       | 25 | 10 | 15 | 1969 | 2065 | −96  | 35  |                                       |
| 12   | Élan Chalon              | 25 | 10 | 15 | 2056 | 2201 | −145 | 35  |                                       |
| 13   | Orleans Loiret           | 25 | 10 | 15 | 2105 | 2162 | −57  | 35  |                                       |
| 14   | Champagne Châlons Reims  | 25 | 9  | 16 | 2084 | 2138 | −54  | 34  |                                       |
| 15   | Boulazac Basket Dordogne | 25 | 8  | 17 | 2057 | 2124 | −67  | 33  |                                       |
| 16   | Chorale Roanne Basket    | 25 | 8  | 17 | 2027 | 2210 | −183 | 33  |                                       |
| 17   | BCM Gravelines           | 25 | 7  | 18 | 1896 | 2029 | −133 | 32  |                                       |
| 18   | ESSM Le Portel           | 24 | 4  | 20 | 1826 | 2033 | −207 | 28  |                                       |

 Fuente: LNB.fr
Criterios de clasificación: 1) puntos; 2) enfrentamientos directos; 3) Diferencia de puntos; 4) Puntos anotados.
Notas:
1. 1 2 3  Como la liga se canceló prematuramente, la LNB dictaminó que no habría descensos esta temporada.[1]

1. ↑  Debido a que la temporada fue cancelada, la BCL seleccionó clubes franceses en función de su clasificación.[2]
2. ↑  ASVEL tiene una wild card para la Euroliga 2020-21 y no necesita clasificarse en la competición doméstica.
3. ↑  Debido a que la temporada fue cancelada, la BCL seleccionó clubes franceses en función de su clasificación.[3]